# Prionapteryx scitulella
Prionapteryx scitulella là một loài bướm đêm trong họ Crambidae.